# Sajówka
Sajówka [pronunciación en polaco: /Sajówka/] es un pueblo ubicado en el distrito administrativo (gmina) de Sławatycze, en el distrito de Biała Podlaska, voivodato de Lublin, Polonia. Según el censo de 2011, tiene una población de 107 habitantes.
Está ubicado cerca de la frontera con Bielorrusia, aproximadamente a 8 kilómetros al noroeste de Sławatycze, a 37 kilómetros al sureste de Białun Podlaska y a 89 kilómetros al noreste de la capital regional, Lublin.